# كاشاسا
الكَشاسة أو (نقحرة: كاشاسا) (بالبرتغالية: cachaça تلفظ برتغالي: /kaˈʃasɐ/) هي نوع من أنواع المشروبات المخمرة المقطرة يُصنع من عصير قصب السكر. هي أكثر مشروبات الخمر المقطر شهرة في البرازيل. تُستخدم الكَشاسة خارج البرازيل في تحضير الكوكتيلات الاستوائية بصورة حصرية تقريبا، وأبرزها الكايبيرينيا.

## تسمية
هناك أكثر من ألفين لفظ يشير إلى الكَشاسة، اخترع بعضها الشعب البرازيلي لمخادعة السلطات عندما كانت الكَشاسة محذورة في البرازيل. من هذه الألفاظ هناك:abre-coração (فاتح القلب) وágua-benta (الماء المقدس) وbafo-de-tigre (رائحة فم النمر) وlimpa-olho (غسول العين).

## التاريخ
صناعة السكر تنقلت بالأغلب من جزر ماديرا إلى البرازيل من قبل البرتغاليين في القرن السادس عشر. في ماديرا،  «أگوارداينتشي دجي كانا» هي مصنوعة من تقطير خمور قصب السكر والأحواض الخاصة بصناعتها هناك تم نقلها إلى البرازيل لصناعة ما يسمى اليوم بالكَشاسة.
يعود تاريخ صناعة الكَشاسة إلى عام 1532، حينما جلب أحد من المستوطنين البرتغاليين بعض أجزاء سوق نباتات قصب السكر من ماديرا لتعقيلها في البرازيل. الكَشاسة تُصنع في الأغلب في البرازيل، حيث، وفقا لبيانات عام 2007، يُستهلك 1,500,000,000 لتر (400,000,000 غال-أمريكي؛ 330,000,000 غالون إمب) سنويا، بالمقارنة مع الاستهلاك الخارجي الذي هو 15,000,000 لتر (4,000,000 غال-أمريكي؛ 3,300,000 غالون إمب) سنويا. ونسبة الكحول تتراوح عامة بين 38% و48%. وحينما تكون منزلية الصنع، يمكن أن تكون نسبة الكحول بقدر ما يريده المقطِّر. ومن الممكن أن تضاف ستة غرامات من السكر في اللتر.
البيانات من عام 2003 تشير إلى صناعة 1.3 مليار من الكَشاسة سنويا، ويتم تصدير فقط 1% منها (رئيسيا لألمانيا).

## الصناعة

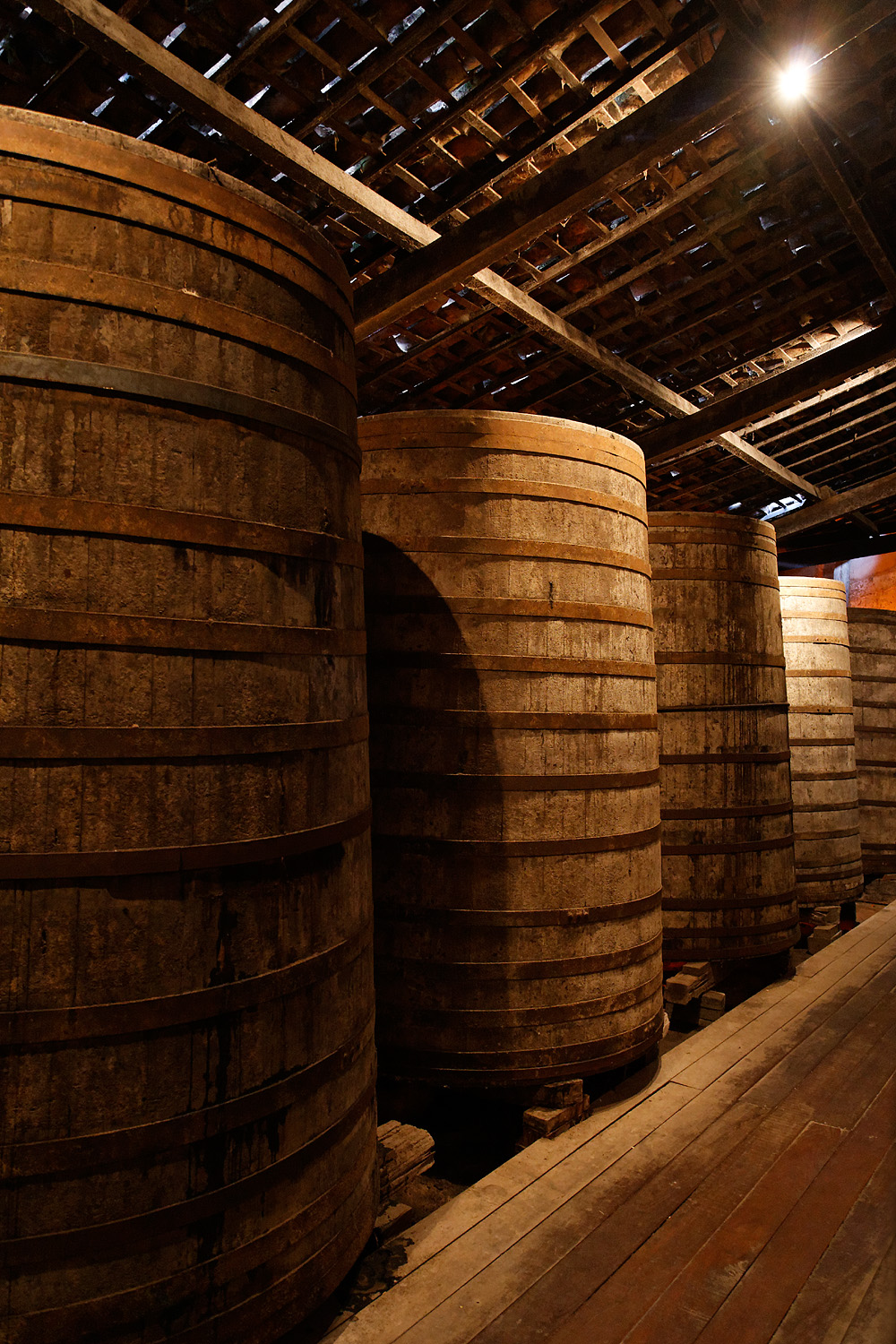
براميل الكَشاسة

الكَشاسة، مثل الرم، لها نوعان: غير المعتقة (البيضاء) والمعتقة (الذهبية). الكَشاسة البيضاء عادة تتم تعبئتها فورا بعد تقطيرها وتميل إلى أن تكون أرخص (بعض الصانعين يعتّقونها لفترة قد تصل إلى 12 شهرا في براميل الخشب لتحقيق مزيجا أكثر سلاسة). هذا النوع عامة يُستخدم في تحضير الكايبيرينيا وأنواع أخرى من المشروبات التي الكَشاسة من مكوناتها. الكَشاسة الغامقة، التي تعتبر النوع الفاخر، يتم تعتيقها في براميل الخشب ومن المفترض أن تُستهلك مباشرة بدون خلطها. (عامة يتم تعتيقها لمدة ثلاث سنوات ولكن بعض الأطرزة فائقة الفخارة قد تصل مدة تعتيقها إلى 15 سنة) ونكهة الكَشاسة تتأثر بنوع خشب البرميل المستعمل في صناعتها.
توجد في البرازيل المناطق المهمة جدا حيث الكَشاسة الفاخرة تُصنع مثل مدينة ساليناز في ولاية ميناز جارايز وباراتشي في ولاية هيو دجي جانايرو ومونتشي علاگري دو سوّ في ولاية ساو باولو وأبئيرا في ولاية باهيا. حاليا، يوجد صانعو الكَشاسة في معظم أقاليم البرازيل وفي 2011 كان أكثر من 40 ألف منهم.

## مرادفات الكَشاسة
خلال ما يفوق أربعة قرون من التاريخ، كانت الكَشاسة تكتسب مرادفات وألقاب بديعة اخترعها الشعب البرازيلي. بعض هذه المصطلحات تمت صياغتها بغرض خداع مراقبة العواصم خلال أيام حظرها في البرازيل. هناك أكثر من ألفين مصطلح للإشارة إلى الخمر المقطر البرازيلي. بعض هذه الألقاب هي: abre-coração (فاتح القلب) وágua-benta (الماء المقدس) وbafo-de-tigre (بخر الببر الفموي) وlimpa-olho (غسيل العين) 
أصول بعض الألقاب صعبة القبول. في مقالة، قيل إن «لقب الپينگا pinga (قطرة) يشير إلى قطرات العرق على ظهر العبيد وهو يعمل. ولقب الأگوارداينتشي aguardente (المياه النارية) أسوء فيشير إلى كيفما حرقت الكَشاسة العبيدَ عندما صبها سيدُه على ظهره بعد أن يجلده.»

## الكَشاسة والرم
في مطلع القرن السابع عشر، أخذ صانعو السكر من عدة مستوطنات أوروبية في الأميركتين يستخدمون النواتج الثانوية لصناعة السكر، مثل دبس السكر والشوائب، كالمواد الخام للمشروب الكحولي الذي سمي الرُم (rum) في المستوطنات البريطانية والتافيا (tafia) في المستوطنات الفرنسية والأگوارديانتاي داي كانيا (aguardiente de caña) في المستوطنات الإسبانية وأگوارداينتشي دا تارا (aguardente da terra) والأگوارداينتشي دجي كانا (aguardente de cana) ثم الكَشاسة في المستوطنات البرتغالية (البرازيل).
الفرق الرئيسي بين الكَشاسة والرُم أن الرُم غالبا مصنوع من دبس السكر، وهو ناتج ثانوي من مصانع السكر التي تغلي عصير القصب حتى يُستخرج أكثر ما يمكن من السكر، أما الكَشاسة فهي مصنوعة من عصير القصب الطازج التي يتم تخميره وتقطيره. كما بعض الرم، وخصيصا rhum agricole أي «الرم الحقلي» من الأنتيل الفرنسية، تُصنع بنفس الطريقة، فتُعرف الكَشاسة بـ الرُم البرازيلي أيضا.